# ERA (ラッパー)
ERA(エラ)は日本のヒップホップMC。

## 略歴
- 1999年から2005年頃までハードコア・バンド「WIZ OWN BLISS」でボーカルとして活動していた。
- 「YOUNG ERAS」名義でMICROPHONE PAGER（マイクロフォン・ペイジャー）の旧メンバーであるPH PHLON 主催のプロジェクト「PAPER SOLDIER$」に参加。MUROがホストを務めた32 BLOCK PARTYで声が聞ける。
- 友達のO.I.を誘い「D.U.O」を結成、本格的にラッパーとしての活動を始め、「ERA」に改称。D.U.OはD.U.O introducing ERA  で聞ける。
- ファーストアルバム「3 WORDS MY WORLD」が発売。
- 「JEWELS」というタイトルのEPが配信で発売される。後に数曲を追加しセカンドアルバムとして「JEWELS DELUX」がCDリリースされた。
- CIAZOOのhi-defと共にニュープロジェクト、「IDEAL」を始動、アルバムをリリース。
- howlowレーベルを立ち上げる。

## ディスコグラフィ

### アルバム
- 『3 WORDS MY WORLD』（2011年7月20日）
- 『3 WORDS MY WORLD remix album ERA vs MASS-HOLE』（2012年1月13日)
- 『3 WORDS HIS WORLD』(2012年2月14日)
- 『JEWELS』（2012年5月24日)
- 『JEWELS DELUXE』（2012年8月15日）
- 『LIFE IS MOVIE』（2015年７月22日）
- 『Culture Influences』（2018年9月26日）